# Birsjön
Birsjön är en sjö i Älmhults kommun i Småland och ingår i Helge ås huvudavrinningsområde. Sjön har en area på 0,0866 kvadratkilometer och ligger 141 meter över havet.

## Delavrinningsområde
Birsjön ingår i det delavrinningsområde (627824-140232) som SMHI kallar för Utloppet av Kattesjön. Medelhöjden är 146 meter över havet och ytan är 16,25 kvadratkilometer. Räknas de 15 avrinningsområdena uppströms in blir den ackumulerade arean 404,17 kvadratkilometer. Avrinningsområdets utflöde Helge å mynnar i havet. Avrinningsområdet består mestadels av skog (50 procent) och sankmarker (22 procent). Avrinningsområdet har 1,45 kvadratkilometer vattenytor vilket ger det en sjöprocent på 8,9 procent.